# Station Marktredwitz
Station Marktredwitz is een spoorwegstation in de Duitse plaats Marktredwitz. Het station werd in 1878 geopend.